# José Vallejo Iturrizarra
José Vallejo Iturrizarra   (Lima, 1675 - Palma, 26 de juliol de 1743) comte de Brihuega, fou un militar al servei de Felip V durant la Guerra de Successió Espanyola. Cavaller de l'orde de Santiago, comanador de Bademar, gentilhome de la cort, capità general interí d'Aragó (1738-1739) i capità general de les Balears, Vallejo cobrà un especial protagonisme durant la Guerra dels catalans (1713-1714), la darrera campanya militar de la Guerra de Successió Espanyola a Catalunya.
Nascut al Perú, era fill del corregidor de Huamanga i de Cuzco Pedro Vallejo i de Manuela Iturrizarra y Mansilla. Feu carrera militar a Espanya essent nomenat coronel d'un regiment de dragons. El 1710 lluità a la batalla de Saragossa on les tropes borbòniques foren derrotades pels exèrcits austriacistes. A finals d'aquell any el coronel Vallejo i el seu regiment tingueren un paper destacat en el setge de Brihuega durant el qual tot el cos expedicionari britànic es rendí; aquest fet li valgué que Felip V li concedís el títol de comte de Brihuega i el nomenés brigadier, tal com publicà la Gaceta de Madrid el 6 de gener de 1711: «Su Majestad ha conferido el empleo de Brigadier de sus Reales Exercitos al Coronel Don Joseph Vallejo, en atención a sus señalados méritos y servicios».
Estant destinat a l'exèrcit d'Extremadura, en esclatar la Guerra dels Catalans (1713-1714) —la darrera campanya militar de la Guerra de Successió Espanyola a Catalunya—, el seu regiment fou traslladat a Catalunya per lluitar al Front exterior. Conjuntament amb el comte de Montemar i Diego González, el brigadier Vallejo formà el Campo volante de Cataluña, el cos d'exèrcit que combaté a l'interior del territori català contra les tropes del marquès del Poal i executà diferents accions de repressió. La seva primera actuació destacada tingué lloc a les acaballes de gener de 1714, quan esclatà la revolta de les quinzenades a l'interior del territori català contra el pagament de les quinzenades —un impost de guerra decretat pels borbònics. Vallejo i el seu regiment recorregueren el Solsonès i l'Urgell, on reprimiren violentament les viles sollevades. L'11 de febrer de 1714 es presentà a la Seu d'Urgell amb 400 cavalls i 600 infants per tal de fer front a les tropes del general Moragues durant el Setge de Castellciutat (1714) quan aquest intentava reconquerir les fortalesa a les tropes borbòniques. El regiment del brigadier Vallejo també lluità a la batalla de Talamanca l'agost del 1714, on les tropes borbòniques foren derrotades per les forces catalanes comandades pel marquès del Poal.